# Ruby Gilbert
Ruby Gilbert (19 de dezembro de 1929 – 28 de fevereiro de 2010) foi uma política norte-americana.
Gilbert nasceu em Childress, Texas e foi criada em Dallas, Texas. Em 1954, Gilbert mudou-se para Wichita, Kansas, e trabalhou como auxiliar de enfermagem no Hospital Wesley em Wichita. Gilbert serviu na Câmara dos Representantes do Kansas de 1991 a 2004, e foi a primeira mulher afro-americana a ser eleita para o órgão Legislativo do Kansas. Gilbert foi nomeada para a Câmara dos Representantes do Kansas em 1991 para preencher uma vaga e, em seguida, foi eleita para a Câmara em 1992. Ela era uma democrata. Gilbert morreu de cancro.